# Адичи, Чимаманда Нгози
Чимаманда Нгози Адичи (англ. Chimamanda Ngozi Adichie, 15 сентября 1977, Энугу, Нигерия) — нигерийская писательница, романистка, лектор, знаменитая своими выступлениями «Мы все должны быть феминистками», «Опасность единственной истории». Её называют самой выдающейся из «ряда критически настроенных молодых англоязычных авторов, которым удалось привлечь внимание нового поколения читателей к африканской литературе». Большинство её работ затрагивают темы религии, американизации, иммиграции, расизма, пола, брака, материнства и женственности.

## Биография
Будущей писательнице дали имена «Чимаманда» и «Нгози», что с языка игбо переводится как, соответственно, «Мой Бог не ошибается (неисчерпаем)» и «Благословение». Она родилась в Энугу и была пятой в семье из шести детей в городе Нсукка на юге Нигерии, где в Университете Нигерии её отец Джеймс Нвое Адичи работал профессором статистики и проректором. Мать Грейс Айфеома происходила из села Абба в штате Анамбра и работала регистратором-секретарём в этом учебном заведении и была первой женщиной на этом посту за всю его историю. Семья Адичи жила в бывшем доме выдающегося нигерийского писателя Чинуа Ачебе.
Чимаманда штудировала медицину и фармакологию в Университете Нигерии полтора года. В течение этого времени она редактировала журнал «Компас» (англ. The Compass), который издавали студенты-католики, обучавшиеся на медицинском факультете университета. Осознав, что медицина — не её призвание, в 1996 году она уехала учиться в Соединённые Штаты. Прослушав курс лекций по коммуникации и политологии в Дрексельском университете в Филадельфии, она перевелась в Университет Восточного Коннектикута, чтобы жить поближе к сестре Айджеоми, у которой была медицинская практика в Ковентри. В 2001 году Чимаманда с отличием (лат. summa cum laude) закончила этот вуз и получила степень бакалавра.
В 2003 году она стала магистром в области литературы, пройдя Литературные семинары Джонса Хопкинса в одноимённом университете. В 2008 году Адичи получила степень магистра искусств, специализируясь в африканистике в Йельском университете.
В 2005—2006 годах Адичи получила Годдеровскую стипендию (англ. Hodder fellow) в Принстонском университете. В 2008 году она получила стипендию Мак-Артура. Институт перспективных исследований Рэдклиффа (англ. Radcliffe Institute for Advanced Study) дал Адичи стипендию на студии в Гарвардском университете на 2011—2012 годы.
Чимаманда Адичи принадлежит к народу игбо. Католичка. Замужем за Айвара Эсиджем (англ. Ivara Esege), проживает в Соединённых Штатах и в Нигерии, где проводит литературные семинары.

## Литературное творчество
Адичи слагала стихи ещё школьницей и в 1997-м опубликовала поэтический сборник «Решения» (англ. Decisions). С детства слушала рассказы отца и матери о гражданской войне в Нигерии (1967—1970), во время которой те лишились всего своего имущества и потеряли родителей, и решила, что об этом напишет. В свои шестнадцать лет Чимаманда Нгози написала пьесу «За любовь к Биафре» (англ. For Love of Biafra), вышедшую в свет в 1998 году. В 1980-х годах девушка зачитывалась произведениями Энид Блайтон о жизни людей среднего класса в Англии и пробовала — довольно неудачно — подражать этому автору. Решающее влияние на молодую писательницу оказали романы Чинуа Ачебе и Лей Камара «И пришло разрушение» (англ. Things Fall Apart) и «Африканский ребёнок» (фр. L’enfant africain). В результате она изменила тему произведений на африканскую и негритянскую.
Проживая у сестры в Коннектикуте, Адичи утром ходила на университетские лекции, днём нянчила маленького племянника, а вечером и ночью писала рассказы. Из этих произведений четыре — «Ты в Америке» (англ. You in America), «Дерево в бабушкином саду» (англ. The Tree in grandma’s Garden), «Этот утренний харматан» (англ. That Morning Harmattan) и «Американское посольство» (англ. The American Embassy) — были отмечены соответственно номинацией на Премию Кейна (2002), номинацией на Конкурс стран Содружества на лучший рассказ (2002), первым местом, вместе с другим номинантом, на Конкурсе Би-Би-Си за лучший рассказ (2002) и Премией О’Генри (2003).
Там же, в Коннектикуте, она приступила к своему первому роману «Пурпурный гибискус» (англ. Hibiscus Purple), в котором повествование ведётся от имени главной героини — пятнадцатилетней Камбили Ачике, которая вместе с братом по имени Джаджа страдает от произвола отца-бизнесмена, самодура и католического святоши. Действие произведения развивается на фоне событий в постколониальной Нигерии. Семья Ачике разваливается, но в итоге всё заканчивается счастливо. Роман издан в 2003-м и в течение следующих двух лет был удостоен семи наград, включая номинации на Литературную премию «Оранж» (2004) и двух Литературных премий стран Содружества в категориях «Лучшая первая книга (Африка)» и «Лучший дебют (в целом)».
В названии её второй прозаической книги «Половина жёлтого солнца» (англ. Half of a Yellow Sun, был переведён на русский в 2011 году) отражён один из мотивов флага Биафры — непризнанного государства, существовавшего на территории Нигерии во время гражданской войны в Нигерии 1967—1970 годов. В этом романе показано, как межэтнический конфликт народов хауса и игбо, а затем и эта война повлияли на судьбы главных героев — сельского юношу Угву, его хозяина Оденигбо и двух сестёр-близнецов, Оланны и Кайнене. В связи с этим произведением Чинуа Ачебе сказал:

Обычно мы не ожидаем мудрости от новичков, но эта молодая писательница наделена даром древних рассказчиков. (…) Она бесстрашная, а иначе и не бросила бы вызов кошмарным ужасам гражданской войны в Нигерии.
Оригинальный текст (англ.)We do not usually associate wisdom with beginners, but here is a new writer endowed with the gift of ancient storytellers. (...) She is fearless, or she would not have taken on the intimidating horror of Nigeria's civil war.

Роман был награждён семью премиями. В 2013 году по мотивам «Половины жёлтого солнца» был снят одноимённый фильм (сценарист Бии Банделе). В конце того же года «Половину жёлтого солнца» отметили на Международном кинофестивале в Торонто. В апреле 2014-го фильм начали демонстрировать в кинотеатрах Великобритании и Нигерии.
В 2009 году вышла книга Чимаманды Адичи «Штука у тебя на шее» (англ. The Thing Around Your Neck) — сборник из двенадцати рассказов, преимущественно на нигерийскую и американскую тематику. Один из них, «Холм прыгающей обезьяны» (англ. Jumping Monkey Hill), содержит элементы автобиографии. В рассказе «Американское посольство» (англ. The American Embassy) показана женщина, которая добивается убежища в США, но в конце концов отказывается от этого намерения, потому что не хочет, чтобы её сына убили ради визы.
В 2010 году Адичи вместе с другими авторами вошла в список, составленный журналом «Нью-Йоркер», «Двадцатка моложе сорока» (англ. 20 Under 40) в категории «Художественная литература». В следующем году её рассказ «Потолок» (англ. Ceiling) вошёл в список «Лучшие американские рассказы».
В 2013 году она опубликовала свой третий роман, «Американа» (англ. Americanah) — о любви профессорского сына Обинзе и амбициозной Ифемелу, которая уехала учиться в США и стала там писательницей. После событий 11 сентября 2001 года Обинзе, не имея возможности получить визу в США, оказался в Лондоне. Пережив долгую разлуку, влюблённые встречаются в Нигерии. Труд удостоен двух наград — Премии газеты «Чикаго трибюн» в категории «Художественная литература» и Премии Национального круга книжных критиков в категории «Художественная литература».
О литературе и феминизме Адичи сказала:

Считаю себя рассказчицей, но я ничего не имела бы против, если бы кто-то составил обо мне мнение как о феминистке… Я настоящая феминистка во взгляде на мир, и такое мировоззрение неизбежно должно стать составной частью моих произведений.
Оригинальный текст (англ.)I think of myself as a storyteller, but I would not mind at all if someone were to think of me as a feminist writer… I'm very feminist in the way I look at the world, and that worldview must somehow be part of my work.

Она чётко сформулировала свою задачу как литератора:

Про Африку давно пишут, и давно на неё клевещут, издавна странно смотрят на неё; как я полагаю, чтобы противостоять этому, мне нужно быть информативной. Моя задача заключается в том, чтобы быть правдивой. Люблю Нигерию, но хочу смотреть на неё трезво. Она настолько далека от совершенства. Но мы не можем выбрать, где родиться.
Оригинальный текст (англ.)Africa has long been written about, long been maligned, long been seen in a particular way, and I feel that to counter that I want to be knowledgeable. My responsibility is to be truthful. I love Nigeria, but I want to be clear-eyed about it. It's so imperfect. But we don't choose where we're born.

На май 2014 года произведения Чимаманды Нгози Адичи переведены на 27 языков, включая русский.

## Лекторская деятельность
В 2009 году Адичи выступила на конференции TED с докладом «Опасность отдельно взятого рассказа» (англ. The Danger of a Single Story). 15 марта 2012 года в Гилдхолле (Лондон) она прочитала лекцию на тему культурных связей между странами Содружества «Читать реалистичную литературу — значит искать человечность» (англ. Reading realist literature is to search for humanity). В декабре 2012-го на конференции TEDx Адичи произнесла речь «Мы все должны быть феминистами/стками» (англ. We should all be feminists).
В 2013 году американская исполнительница Бейонсе использовала эту острую речь как семпл для своей песни «Безупречная» (англ. ***Flawless), которая вызвала много споров.

## Награды

### Премии и номинации
| Год       | Премия                                                                                          | Произведение                   | Результат    |
| --------- | ----------------------------------------------------------------------------------------------- | ------------------------------ | ------------ |
| 2002      | Премия Кейна                                                                                    | «You in America»               | Номинация[A] |
| 2002      | Конкурс стран Содружества на лучший рассказ                                                     | «The Tree in Grandma’s Garden» | Номинация[B] |
| 2002      | Конкурс Би-Би-Си на лучший рассказ                                                              | «That Harmattan Morning»       | Победа[C]    |
| 2003      | Премия О. Генри                                                                                 | «The American Embassy»         | Победа       |
| 2004      | Премия Харстон — Райта в категории «За лучший дебют в художественной литературе»                | «Purple Hibiscus»              | Победа       |
| 2004      | Литературная премия «Оранж»                                                                     | «Purple Hibiscus»              | Номинация[A] |
| 2004      | Букеровская премия                                                                              | «Purple Hibiscus»              | Номинация[D] |
| 2004      | Список лучших книг для юных читателей по версии Ассоциации библиотечного обслуживания юношества | «Purple Hibiscus»              | Номинация    |
| 2004/2005 | Премия Джона Ллевеллина Риса                                                                    | «Purple Hibiscus»              | Номинация[A] |
| 2005      | Литературная премия стран Содружества в категории «Лучший дебют (Африка)»                       | «Purple Hibiscus»              | Победа       |
| 2005      | Литературная премия стран Содружества в категории «Лучший дебют (в целом)»                      | «Purple Hibiscus»              | Победа       |
| 2006      | Премия Национального круга книжных критиков в категории «Художественная литература»             | «Half of a Yellow Sun»         | Номинация    |
| 2007      | Национальная книжная премия Specsavers в категории «Лучшее чтение за год для Ричарда и Джуди»   | «Half of a Yellow Sun»         | Номинация    |
| 2007      | Мемориальная премия Джеймса Тейта Блэка                                                         | «Half of a Yellow Sun»         | Номинация    |
| 2007      | Литературная премия стран Содружества в категории «Лучшая книга (Африка)»                       | «Half of a Yellow Sun»         | Номинация[A] |
| 2007      | Книжная премия Анисфилд-Вулф в категории «Художественная литература»                            | «Half of a Yellow Sun»         | Победа[C]    |
| 2007      | Премия «ПЕН/Открытая книга»                                                                     | «Half of a Yellow Sun»         | Победа[C]    |
| 2007      | Литературная женская премия Бэйли в категории «Художественная литература»                       | «Half of a Yellow Sun»         | Победа       |
| 2008      | Дублинская литературная премия                                                                  | Всё творчество                 | Номинация    |
| 2008      | Премия «Автор года» (по версии Ридерз дайджест)                                                 | Всё творчество                 | Победа       |
| 2008      | Премия «Будущая Африка» (Нигерия) в категории «Молодой писатель года»                           | Всё творчество                 | Победа       |
| 2008      | Стипендия Мак-Артура (вместе с другими 24 награждёнными)                                        | Всё творчество                 | Победа       |
| 2009      | Международная премия Нонино                                                                     | Всё творчество                 | Победа       |
| 2009      | Международная премия Френка О’Коннора за лучший рассказ                                         | «The Thing Around Your Neck»   | Номинация[D] |
| 2009      | Премия Джона Льюлина Риса                                                                       | «The Thing Around Your Neck»   | Номинация[A] |
| 2010      | Литературная премия стран Содружества в категории «Лучшая книга (Африка)»                       | «The Thing Around Your Neck»   | Номинация[A] |
| 2010      | Дейтонская литературная премия мира                                                             | «The Thing Around Your Neck»   | Номинация[B] |
| 2011      | Литературная премия газеты Thisday в категории «Новые лидеры прочной культуры»                  | Всё творчество                 | Номинация    |
| 2013      | Премия газеты «Чикаго трибюн» в категории «Художественная литература»                           | «Americanah»                   | Победа       |
| 2013      | Премия Национального круга книжных критиков в категории «Художественная литература»             | «Americanah»                   | Победа       |
| 2014      | Литературная женская премия Бейли в категории «Художественная литература»                       | «Americanah»                   | Номинация[A] |
| 2014      | Медаль Эндрю Карнеги за совершенство в художественной литературе                                | «Americanah»                   | Номинация[A] |
| 2014      | Музыкальная премия канала MTV в категории «Личности года»                                       | Всё творчество                 | Номинация    |

↑  A: Выход в последний тур конкурса
↑  B: Второе место
↑  C: Совместная победа
↑  D: Выход в предпоследний тур конкурса

### Отличия
- 2010 — Список журнала «Нью-Йоркер» «Двадцатка моложе сорока»
- 2011 — Список «Лучшие американские рассказы» (англ. The Best American Short Stories) за рассказ «Потолок» (англ. Ceiling)
- 2013 — Список газеты «Нью-Йорк таймс» «Десять лучших книг 2013 года» (за роман англ. Americanah)[40]
- 2013 — Список Би-Би-Си «Десять лучших книг 2013 года» (за роман Americanah)
- 2013 — Список журнала «Форин полиси» «Лучшие глобальные мыслители 2013 года»[41]
- 2013 — Список журнала New African[англ.] «Сто самых влиятельных африканцев 2013 года»
- 2014 — Список проекта Africa39[англ.] «39 писателей моложе сорока»[42]

## Произведения

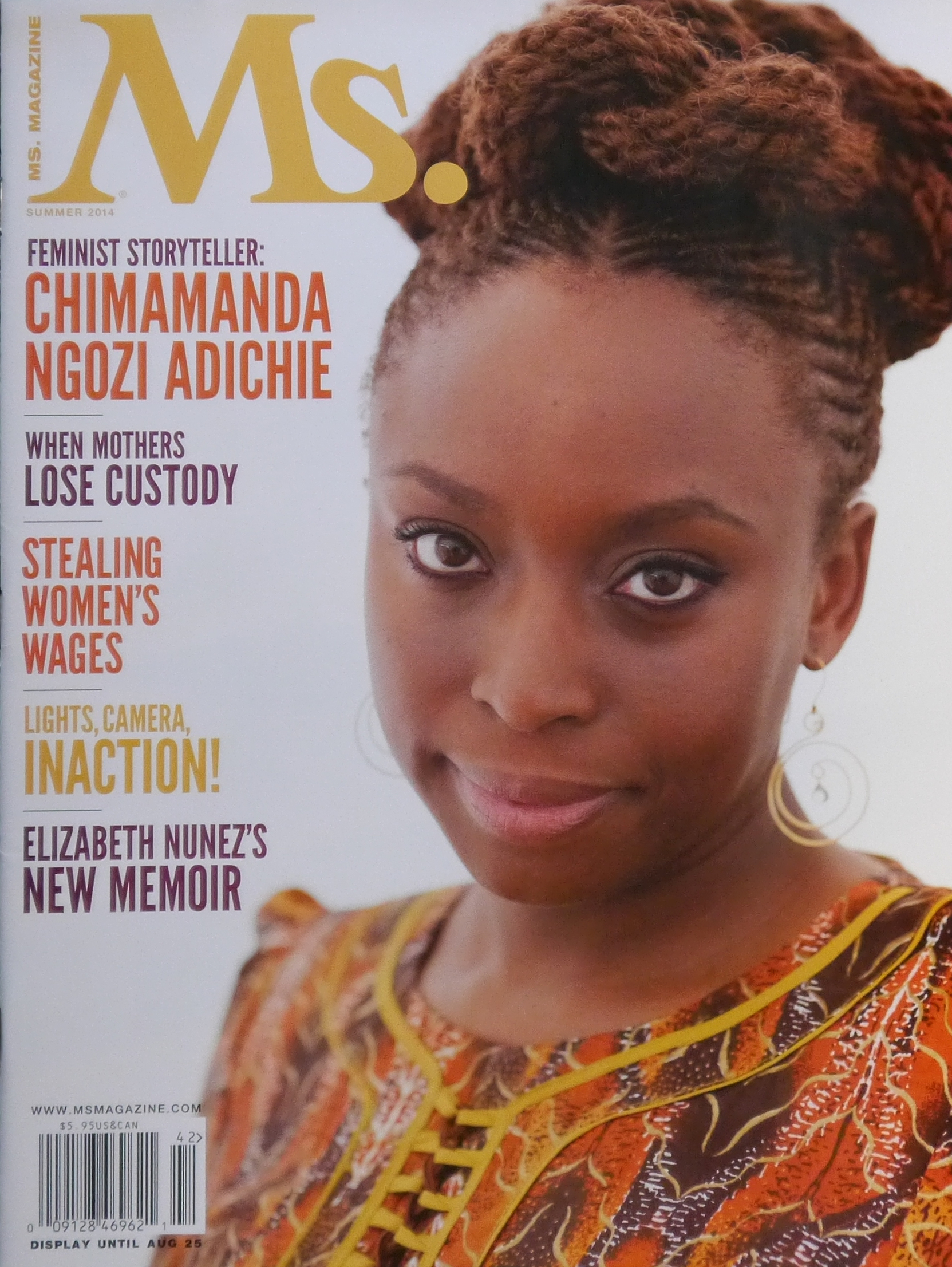
Адичи на обложке феминистического журнала «Ms.»

### Романы
- Purple Hibiscus (Chapel Hill: Algonquin Books of Chapel Hill, 2003) — «Пурпурный гибискус»
- Half of a Yellow Sun (London: Fourth Estate, 2006) — «Половина жёлтого солнца»
- Americanah (London: Fourth Estate, 2013) — «Американа»

### Пьесы
- For Love of Biafra (Ibadan: Spectrum Books, 1998) — «За любовь к Биафре»

### Сборники стихов
- Decisions (London: Minerva Press, 1997) — «Решения»

### Сборники рассказов
- The Thing around Your Neck (London: Fourth Estate, 2009) — «Штука у тебя на шее»

## Публикации на русском языке
- Чимаманда Нгози Адичи. Половина жёлтого солнца = Half of a Yellow Sun / перевод М. Извековой. — Москва: Фантом Пресс, 2011. — 480 с. — 4000 экз. — ISBN 978-5-86471-541-3.
- Чимаманда Нгози Адичи. Американха = Amerikanah / перевод Ш. Мартыновой. — Москва: Фантом Пресс, 2018. — 640 с. — ISBN 978-5-86471-776-9.
- Чимаманда Нгози Адичи. Манифест. От женщины к женщине = Dear Ijeawele or a feminist manifesto in fifteen suggestions / перевод с Я. Мышкиной. — Москва: Эксмо, 2019. — 128 с. — ISBN 978-5-04-098012-3.